# Ommatophora
Ommatophora is een geslacht van vlinders van de familie spinneruilen (Erebidae), uit de onderfamilie Calpinae.

## Soorten
- O. burrowsi Prout, 1922
- O. fulvastra Guenée, 1852
- O. luminosa Stoll, 1780